# Nyaunglebin
Nyaunglebin är en stad i Myanmar. Den ligger i regionen Bago, i den södra delen av landet, 210 km söder om huvudstaden Naypyidaw. Nyaunglebin ligger 19 meter över havet och folkmängden uppgår till cirka 60 000 invånare.

## Geografi
Terrängen runt Nyaunglebin är mycket platt. Runt Nyaunglebin är det tätbefolkat, med 308 invånare per kvadratkilometer. Omgivningarna runt Nyaunglebin är en mosaik av jordbruksmark och naturlig växtlighet.